# Alvah Bessie
Alvah Bessie (4. června 1904 – 21. července 1985) byl americký romanopisec a scenárista.
Pocházel z newyorské židovské rodiny, v letech 1920 až 1924 studoval na Kolumbijské univerzitě, krátce se věnoval divadlu a roku 1928 se odstěhoval do Francie. Do angličtiny přeložil například Písně Bilitiny Pierra Louÿse a Zahradu muk Octavea Mirbeaua. Později bojoval v Interbrigádách ve Španělské občanské válce, o této zkušenosti napsal knihu Men in Battle (1939). Po návratu do USA vstoupil do Komunistické strany, psal filmové recenze do časopisu New Masses a později filmové scénáře. Za námět k filmu Objective, Burma byl nominován na Oscara. V roce 1947 odmítl svědčit před Výborem pro neamerickou činnost ohledně svého členství ve straně a poté se stal jedním z tzv. Hollywoodské desítky odsouzených za Pohrdání Kongresem. Strávil deset měsíců ve vězení a byla mu zakázána činnost. Po propuštění pracoval v nočním klubu hungry i v San Franciscu. Stranu v padesátých letech opustil.
Zemřel na infarkt myokardu v Terra Linda v Kalifornii ve věku 81 let.
Jeho synem byl filmař Dan Bessie, který mj. zadaptoval jeho román Bread and a Stone do filmu s názvem Hard Traveling.
V češtině je zastoupen dvěma básněmi v antologii Pátá roční doba v překladu Jana Zábrany, a rovněž dvěma romány: Neameričané (The Un-Americans 1957, č. 1961) a Chléb a oprátka (Bread and a Stone 1941, č. 1964). Podle prvního z nich byl v Československu natočen stejnojmenný televizní film (r. Antonín Moskalyk, 1973).